# Elena Peak
Elena Peak är en bergstopp i Antarktis. Den ligger i Sydshetlandsöarna. Argentina, Chile och Storbritannien gör anspråk på området. Toppen på Elena Peak är 125 meter över havet.
Terrängen runt Elena Peak är varierad. Havet är nära Elena Peak åt nordost. Trakten är glest befolkad. Närmaste befolkade plats är Captain Arturo Prat base, 18,2 kilometer nordost om Elena Peak. 